# Cycles France Loire
Pour les articles homonymes, voir Mercier.
Cycles France Loire, anciennement Cycles Mercier, est une entreprise française de fabrication de cycles appartenant aux Cycles Lapierre, qui elle-même appartient au néerlandais Accell Group. 
Sa chaîne de montage historique était située à Andrézieux-Bouthéon, à une dizaine de kilomètres de Saint-Étienne. Rachetée en 1991 par le groupe néerlandais Accell, sa production chute et ses ateliers sont transférés à Saint-Cyprien, tandis que la marque Mercier est vendue.

## Histoire

### Origines: les Cycles Mercier

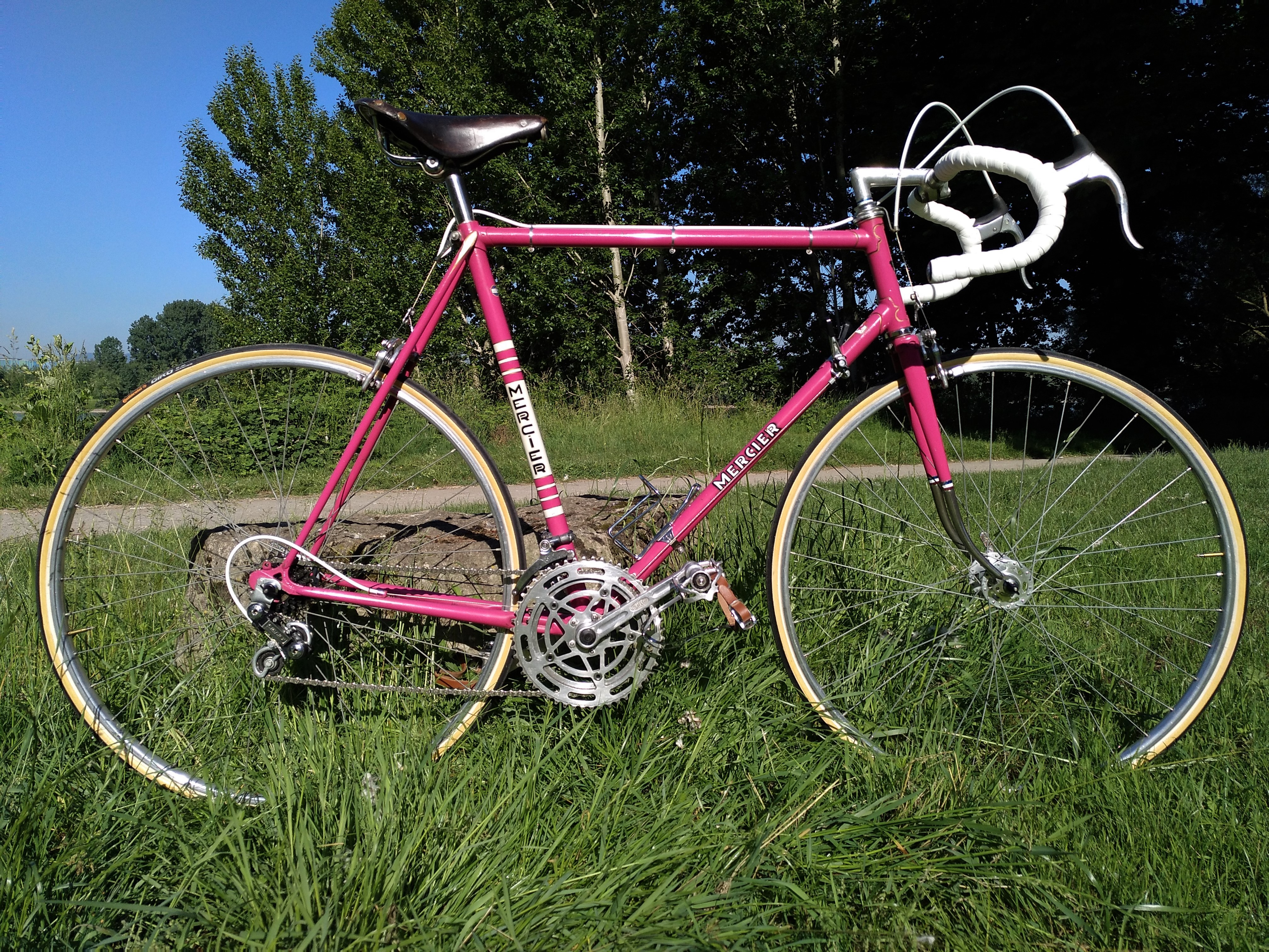
Un exemplaire de vélos produits par cette entreprise

La marque des cycles Mercier fut fondée à Saint-Étienne par Émile Mercier (1899-1973). 
En 1919, il s'associe aux frères Paret et à Ribaud, et se lance dans la fabrication d'axes et cuvettes de pédalier.
En 1924, rachetant les parts de ses associés, il se reconvertit dans la fabrication de cadres, puis dans le montage de cycles vers 1930.
La marque se dote d'une équipe cycliste professionnelle en 1933. Elle connaîtra son apogée dans les années 1960, grâce à Raymond Poulidor.
De 1950 à 1959, Mercier a également fabriqué des vélomoteurs.
Le 26 septembre 1984 est immatriculée la Société nouvelle des cycles Mercier (330-674-359).
En 1985, la Société nouvelle des cycles Mercier est reprise par les actionnaires de l'entreprise voisine et concurrente France Loire qui avait déposé le bilan en mai 1983.

### Cycles Mercier - France Loire
Mercier, qui était resté en compétition jusqu'en 1984 (avec Joop Zoetemelk), dépose le bilan en 1985. Les salariés reprennent alors l'entreprise des Cycles Mercier - France Loire. C'est le renouveau qui s'appuie sur la grande distribution, délaissant les réseaux classiques des petits revendeurs.
En septembre 1991, les Cycles Mercier - France Loire (qui avait également racheté St Étienne Cycles), est racheté à son tour par le fabricant néerlandais Atag qui deviendra plus tard Accell Group. Le 21 octobre 1998, la Société Nouvelle des Cycles Mercier est radiée.
Le 11 décembre 2000, la marque « Mercier » est transférée de Accell (en) au fonds d'investissement luxembourgeois Starship Investments.

### Cycles France Loire
En 2005, la production annuelle était d'environ 120 000 bicyclettes (également sous la marque Poulidor), dont 1 200 pour l'opération Vélo'v.
Depuis 2008, la société Cycles France Loire continue sa production dans son usine de Saint Cyprien, sous marque blanche,.
De 226 salariés en 1973, elle est passée à 27 en 2017. Elle travaille en sous traitance pour le dijonnais Lapierre, qui appartient également à Accell Group (en), pour le montage de VTT.
En 2005, Cycles France Loire obtient le contrat Vélib' avec le publicitaire JCDecaux,.